# Botanische Tuin Kerkrade
De Botanische Tuin Kerkrade is een botanische tuin in het Nederlandse Kerkrade die is gesticht in 1938. 
De tuin beslaat 1,5 hectare en biedt huisvesting aan 785 verschillende taxa van planten, uit 195 plantenfamilies.

## Locatie, oppervlakte en indeling
De Botanische Tuin Kerkrade ligt in Terwinselen, tegenwoordig een wijk van Kerkrade.
De tuin heeft een oppervlakte van  ongeveer 1,5 hectare en grenst aan de Onze-Lieve-Vrouw-Onbevlekt-Ontvangenkerk (en de pastorie) en de begraafplaats van Terwinselen. De ingang ligt aan de St. Hubertuslaan. Vroeger diende een toegangshek als entree; tegenwoordig komt men in de tuin via het theehuis, dat in de zuidoostelijke hoek is gebouwd, en dat behalve als ontvangstruimte voor de tuin ook vergaderruimte(s) en ruimte voor koffietafels, feesten en huwelijken biedt. De Botanische Tuin is een officiële trouwlocatie van de gemeente Kerkrade.
Het centrale deel van de tuin (ook wel aangeduid als de Bergmanstuin), ligt ten zuidoosten en oosten van de kerk. Verder noordwaarts rondom de begraafplaats strekt zich het pinetum uit; dit pinetum grenst aan de Singelweg en de Callistusstraat.
Halverwege bevindt zich de kas, in de zuidoost-hoek ligt het theehuis met de entree.
De tuin heeft ongeveer 65 plantvakken, waarlangs wandelpaden lopen. Elk plantvak heeft een eigen thema.
Bijzondere elementen zijn de "Kathedraaltuin" – grenzend aan de kerk, de rotstuin en de bamboetuin.

## Geschiedenis
Toen in 1922 de kerk van Terwinselen werd gebouwd, bedong de pastoor Hubert Spierts dat rondom de kerk een gebied onbebouwd zou blijven. Enkele jaren later nam het "Fonds voor Sociale Instellingen" van de Staatsmijnen het initiatief tot oprichting van de Botanische Tuin Kerkrade. In 1938 kreeg de tuin- en landschapsarchitect John Bergmans (1892-1980) opdracht op het perceel naast de kerk een tuin in de Engelse landschapsstijl te ontwerpen. 
Bergman maakte een plan voor een tuin met groepen heesters en bomen, veel coniferen, Ericaceae en rhododendrons, een rotstuin en een waterpartij. Ook reserveerde hij ruimte voor de inheemse flora.
De tuin werd aanvankelijk aangeduid als "Botanische Tuin Terwinselen." Tot in de jaren zeventig bleef dit de gangbare aanduiding.
Als hortulanus werd in 1939 Jos van Loo aangetrokken, die tot dat moment tuinbaas was van kasteel Wijlre. Hij kreeg de functie van tuinbouwkundig opzichter van de Staatsmijnen en werd belast met het uitvoeren van het plan van Bergmans. Hij bracht naast de in het ontwerp opgenomen planten ook een aantal voor Limburg typische plantensoorten bij elkaar en gaf ze een plaats in de tuin. Hij had veel contact met August de Wever, die onder meer zijn volledige collectie Mentha schonk (circa 50 taxa).
Educatie speelde vanaf het begin een belangrijke rol in de Botanische Tuin Kerkrade.
De tuin onderging na de Tweede Wereldoorlog verschillende uitbreidingen. Maar toen in de jaren zestig de mijnen sloten stootten de Staatsmijnen de Botanische Tuin af.
In 1966 nam van Loo afscheid.
In de jaren daarna verpauperde de tuin snel. In 1972 vond, op initiatief van het Natuurhistorisch Genootschap in Limburg, overdracht plaats aan de gemeente Kerkrade. Op 11 oktober 1973 werd het beheer overgedragen aan de Stichting Botanische Tuin Kerkrade.

## Plantencollectie
De botanische tuin beheert namens de Stichting Nationale Plantencollectie de volgende collecties: dennenfamilie (18 genera met 18 soorten en 22 cultivars), Cryptomeria (1 soort en 32 cultivars) en flora uit Madagaskar. De laatste collectie is ondergebracht in het kassencomplex dat in 1987 is aangelegd. Deze bestaat uit 34 genera, 252 soorten en 21 cultivars en wordt onder andere vertegenwoordigd door planten uit de genera Aloë, Euphorbia en Kalanchoë. Ook zijn er planten uit endemische genera te zien zoals Ischnolepis, Folotsia, Seyrigia, Pachypodium, Xerosicyos, Zygosicyos, Alluaudia, Alluaudiopsis, Didierea en Uncarina.

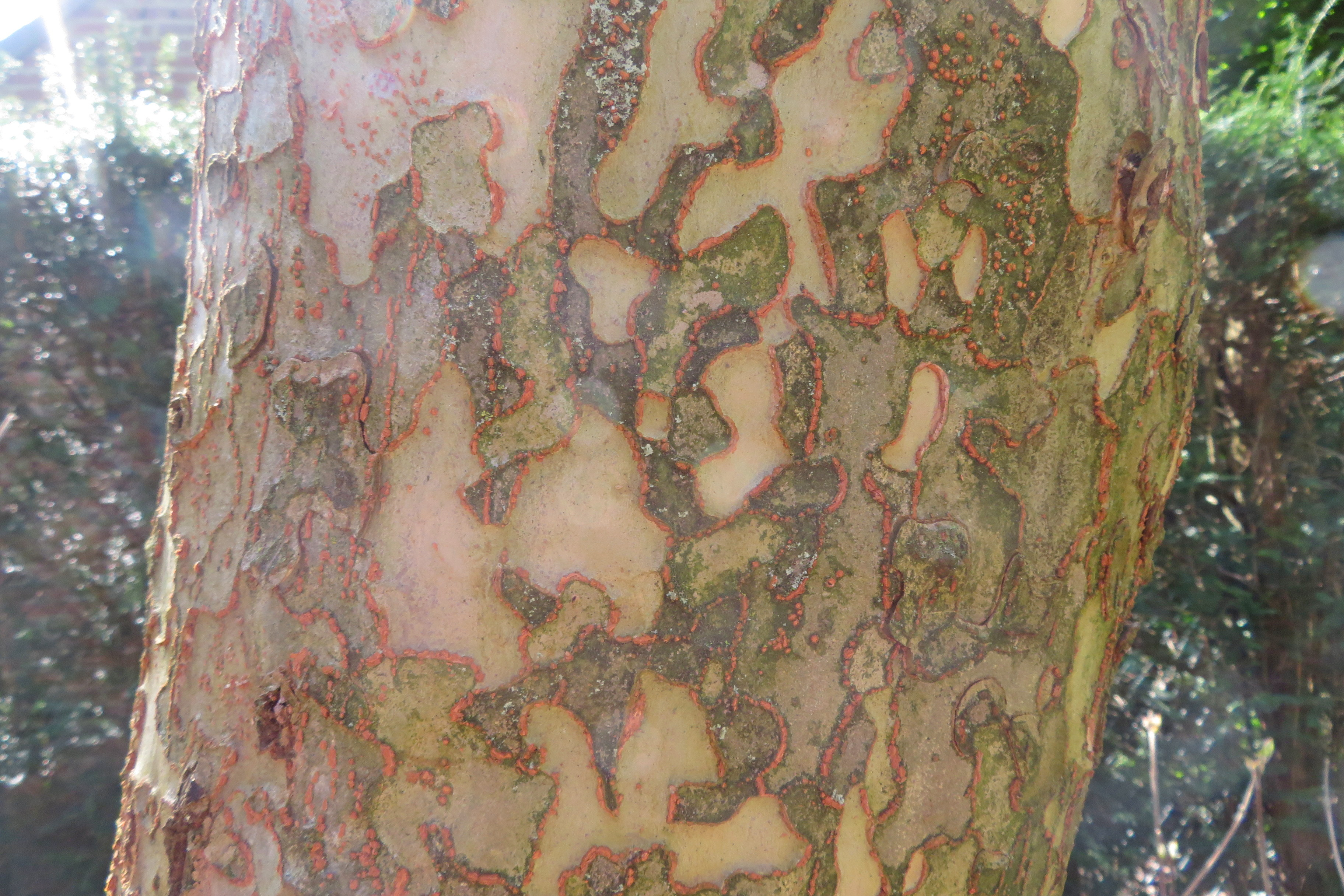
Bast van de Hebi-iep in de botanische tuin in Kerkrade

In de tuin is de Hebei-iep (Ulmus lamellosa) te vinden. Dit is een iep uit de binnenlanden van China. Buiten China is deze soort niet veel te vinden. De naam Hebei komt van een van de provincie waar deze boom groeit. Deze soort lijkt geen last te hebben van de iepziekte.

## Samenwerking
De tuin is lid van de Nederlandse Vereniging van Botanische Tuinen en de Museumvereniging.
Voor de (bedreigde) flora van Limburg, in het bijzonder de Kalkgraslandflora is sinds 1989, in samenwerking met de Stichting Samenwerkende Plantentuinen Limburg, de Limburgse Floratuin ingericht.